# Noodafsluitklep

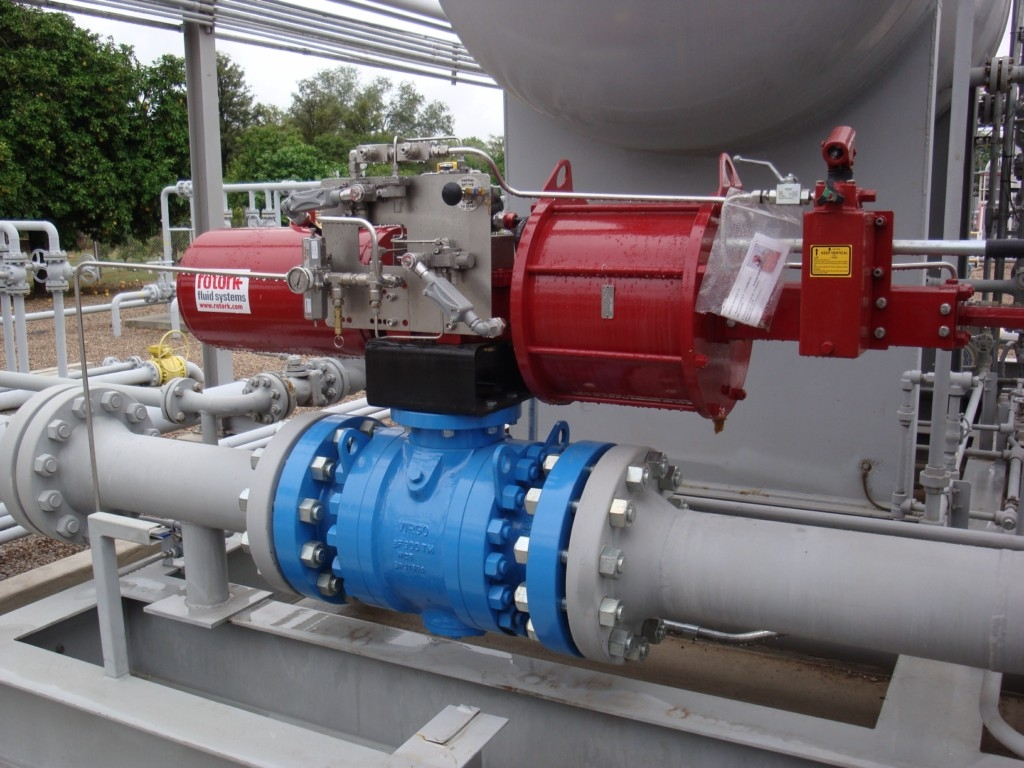
Pneumatisch geactiveerde afsluitklep

Een noodafsluitklep, ook wel afsluitklep, veiligheidsafsluitklep of emergency shutdown valve (ESV, ESD of ESDV) genoemd, is een geautomatiseerde afsluitklep die is ontworpen om de stroom van een gevaarlijke vloeistof te stoppen bij de detectie van een gevaarlijk incident. Dit biedt bescherming tegen mogelijke schade aan mensen, apparatuur of het milieu. Afsluitkleppen maken deel uit van een veiligheidsinstrumentatiesysteem. Het proces waarbij geautomatiseerde veiligheidsbescherming wordt geboden bij de detectie van een gevaarlijk incident wordt functionele veiligheid genoemd.
Afsluitkleppen worden voornamelijk geassocieerd met de petroleumindustrie, hoewel andere industrieën dit type beschermingssysteem ook kunnen vereisen. ESD-kleppen zijn wettelijk verplicht voor alle apparatuur die op een offshore boorplatform wordt geplaatst om catastrofale gebeurtenissen, zoals de olieramp in de Golf van Mexico 2010, te voorkomen.
Een veiligheidsafsluitklep moet fail-safe zijn, dat wil zeggen dat deze sluit bij een storing van een element in het invoersysteem (zoals temperatuurregelaars, stoomdrukregelaars), luchtdruk, brandstofdruk, stroom van een vlamdetector of stroom van andere veiligheidsapparaten zoals een lage waterafsluiting en hoge drukafsluiting.
Een blowdownklep (blowdown valve, BDV) is een type afsluitklep dat is ontworpen om een drukvat te de-comprimeren door damp naar een fakkel, ontluchtingsopening of blowdown-stack te leiden in een noodsituatie. BDV's zijn fail-safe en gaan in de open positie bij een storing in het regelsysteem. Het type klep, type activering en prestatiemeting zijn vergelijkbaar met een ESD-klep.

## Types
Voor vloeistoffen worden metalen zittingkogelkranen gebruikt als afsluitkleppen (SDV's). Het gebruik van metalen zittingkogelkranen leidt tot lagere totale kosten wanneer rekening wordt gehouden met verloren productie en inventaris, en kosten voor klepreparatie als gevolg van het gebruik van zachte zittingkogelkranen die lagere initiële kosten hebben.
Rechtdoorstroomkleppen, zoals roterende kogelkranen, zijn typisch kleppen met een hoog rendement. Hoge rendementskleppen zijn kleppen die weinig energie verliezen door weinig stromingswerveling. De stromingspaden zijn recht door. Roterende regelkleppen, vlinderkleppen en kogelkranen zijn goede voorbeelden.
Voor luchtinlaatafsluiting worden doorgaans twee verschillende types gebruikt, namelijk vlinderkleppen en swinggate- of guillotinekleppen. Omdat dieselmotoren brandstof ontsteken door compressie in plaats van een elektronische ontsteking, zal het afsluiten van de brandstofbron van een dieselmotor de motor niet noodzakelijk stoppen. Wanneer er een externe koolwaterstof, zoals methaangas, in de atmosfeer aanwezig is, kan deze in de dieselmotor worden gezogen, wat kan leiden tot overspeed of overrevving, met mogelijk een catastrofale storing en explosie als gevolg. Wanneer geactiveerd, stoppen ESD-kleppen de luchtstroom en voorkomen ze deze storingen.

## Activering
Aangezien afsluitkleppen deel uitmaken van een veiligheidsinstrumentatiesysteem (safety instrumented system, SIS), is het noodzakelijk om de klep te bedienen via een actuator. Deze actuators zijn normaal gesproken fail-safe vloeistofkracht types. Typische voorbeelden van deze zijn:
- Pneumatische cilinder
- Hydraulische cilinder
- Elektro-hydraulische actuator

Naast het type vloeistof variëren actuators ook in de manier waarop de energie wordt opgeslagen om de klep op aanvraag te bedienen, zoals:
- Enkelwerkende cilinder - Ofwel veerretour waarbij de energie wordt opgeslagen door middel van een samengeperste veer
- Dubbelwerkende cilinder - Energie wordt opgeslagen door een volume samengeperst vloeistof

Het type activering dat vereist is, hangt af van de toepassing, de faciliteiten ter plaatse en ook de beschikbare fysieke ruimte, hoewel de meerderheid van de actuators die voor afsluitkleppen worden gebruikt van het veerretourtype zijn vanwege de fail-safe aard van veerretoursystemen.
In een solenoïde-gestuurde veiligheidsafsluitklep sluit een veeractie de klep onmiddellijk wanneer een elektrische stroom uitvalt en de solenoïde niet meer van energie wordt voorzien. Het solenoïde-circuit is doorgaans zo ingericht dat het wordt onderbroken bij een storing van een element in het systeem. Deze klep kan niet opnieuw worden geopend totdat de solenoïde weer van energie wordt voorzien. De spoel van de solenoïde moet in serie worden aangesloten met alle elementen. Voor deze werking kunnen brandstof-, lucht- en stoomdruk worden omgezet in elektrische signalen door middel van bellows, een bourdonbuis of een door een membraan bediende kwikschakelaar.
Wanneer een pneumatisch geactiveerde afsluitklep wordt geactiveerd, wordt de stroom snel gestopt, en een indicatordisc toont de operator dat het elektrische circuit is geopend door een storing ergens in het systeem. Wanneer de systeemstoring is verholpen, zodat het circuit weer gesloten is, kan de klep worden geopend door de handgreep. Als de systeemstoring echter niet naar behoren is verholpen, blijft het circuit open en zal het verplaatsen van de handgreep de klep niet openen, omdat de klepsteel niet in de handgreep is vergrendeld.

## Complicaties
De plotselinge sluiting van een klep in een leidingsysteem kan echter leiden tot waterhamer of implosie, dus in speciale gevallen kunnen er extra onderdelen aan de afsluitklep worden aangesloten, zoals een overdrukventiel of een aeratorklep.

## Prestatiemetingen
Voor afsluitkleppen die worden gebruikt in veiligheidsinstrumentatiesystemen is het essentieel te weten dat de klep in staat is om het vereiste veiligheidsniveau te bieden en dat de klep op verzoek zal functioneren. Het vereiste prestatieniveau wordt bepaald door de Safety Requirements Specification, waar uiteindelijk een Safety Integrity Level (SIL) wordt aangegeven. Om het vereiste prestatieniveau tijdens de levensduur van de klep te behouden, dient het voorschrift van het Safety Maintenance Manual te worden nageleefd: een van de mogelijke verzoeken is om de klep te testen. Twee soorten testmethoden zijn onder andere:
- Proof test - Een handmatige test waarmee de operator kan bepalen of de klep zich in de "als nieuw" toestand bevindt door alle mogelijke faalmodi te testen en een stilstand van de plant vereist.
- Diagnosetest - Een geautomatiseerde online test die een percentage van de mogelijke faalmodi van de afsluitklep detecteert. Een voorbeeld van deze voor een afsluitklep is een gedeeltelijke slagtest. Een voorbeeld van een mechanisch gedeeltelijke slagtestapparaat is hier te vinden.

De prestatienorm van ESDV's kan de specificatie en test van een sluitingstijd omvatten (bijvoorbeeld om in minder dan 10 seconden te sluiten) en de specificatie en meting van een acceptabel lekkagepercentage van vloeistof door de gesloten klep.